# Dogania subplana
Dogania subplana é uma espécie de tartaruga da família Trionychidae.
Pode ser encontrada nos seguintes países: Indonésia, Malásia, Myanmar, Filipinas e Singapura.